# Horringer
Horringer est un village et une paroisse civile du district de St Edmundsbury, dans le Suffolk. Localisé au bord de l'A143, à environ deux miles au sud-ouest de Bury St Edmunds, le village compte 890 habitants en 2005.

## Démographie
Selon l'Office for National Statistics, la paroisse de Horringer comptait, lors du recensement de 2001 au Royaume-Uni, 901 habitants répartis dans 397 ménages, chiffre qui est passé à 1 055 lors du recensement de 2011. La population du quartier, qui était de 2 593 habitants lors du recensement de 2011, est estimée à 2 617 habitants en 2019.